# Santiago de Huari
Santiago de Huari (oder auch nur: Huari) ist eine Landstadt im Departamento Oruro im Hochland des südamerikanischen Anden-Staates Bolivien.

## Lage im Nahraum
Santiago de Huari ist die Hauptstadt der Provinz Sebastián Pagador und der zentrale Ort im Municipio Santiago de Huari. Die Stadt liegt auf einer Höhe von 3742 m an der Mündung des Río Azanaques, der 10 Kilometer weiter westlich in den südlichen Teil des Poopó-Sees fließt.

## Geographie
Santiago de Huari liegt auf dem bolivianischen Altiplano zwischen der Cordillera Occidental im Westen und der Cordillera Central im Osten. Das Klima der Region ist arid und durch ein typisches Tageszeitenklima charakterisiert.
Die mittlere Durchschnittstemperatur der Region liegt bei knapp 9 °C und schwankt nur unwesentlich zwischen 5 °C im Juni und Juli und 11 °C von November bis März. Der Jahresniederschlag beträgt rund 300 mm, bei einer ausgeprägten Trockenzeit von April bis Oktober mit Monatsniederschlägen unter 10 mm, und nur wenigen Monaten mit ausreichender Feuchtigkeit, der niederschlagsreichste Monat ist der Januar mit knapp über 70 mm Monatsniederschlag.

## Verkehrsnetz
Santiago de Huari liegt in einer Entfernung von 139 Straßenkilometern südlich von Oruro, der Hauptstadt des Departamento.
Von Oruro aus führt die Nationalstraße Ruta 1 nach Süden und erreicht nach 53 Kilometern die Stadt Poopó und nach weiteren 63 Kilometern die Ortschaft Challapata. Von hier aus führt die Ruta 30 weitere 23 Kilometer in südlicher Richtung nach Santiago de Huari. Die Ruta 30 verläuft weiter nach Süden über Sevaruyo und Río Mulato nach Uyuni.

## Bevölkerung
Die Einwohnerzahl der Ortschaft ist in den vergangenen beiden Jahrzehnten um mehr als die Hälfte angestiegen:
| Jahr | Einwohner | Quelle       |
| ---- | --------- | ------------ |
| 1992 | 2605      | Volkszählung |
| 2001 | 2999      | Volkszählung |
| 2012 | 4332      | Volkszählung |
| 2024 |           | Volkszählung |

Die Region weist einen deutlichen Anteil an Aymara-Bevölkerung auf, im Municipio Santiago de Huari sprechen 45,1 Prozent der Bevölkerung Aymara.

## Wirtschaft
Die Bevölkerung lebt vor allem vom Anbau der Grundnahrungsmittel Quinoa, Kartoffeln und Bohnen, der auf Grund der sandigen und nährstoffarmen Böden nur extensiv betrieben wird und nahezu ausschließlich der Selbstversorgung dient. Fischfang im nahegelegenen Poopó-See ist nicht mehr möglich, da das Wasser des Sees durch die Abwässer der Zinnminen hochgradig verschmutzt ist und das Wasservolumen des Sees auf Grund der Klimaveränderungen stark zurückgegangen ist.